# Dimitri Kovalev (handball)
Pour les articles homonymes, voir Dmitri Kovalev.
Dimitri Sergeïevitch Kovalev (russe : Ковалев Сергеевич  Дмитрий) , né le 15 mai 1982 à Omsk, est un joueur de handball russe évoluant au poste d'ailier droit. 
Avec l'équipe de Russie, il participe notamment aux Jeux olympiques de Pékin en 2008.

## Palmarès

### Clubs
compétitions internationales
- vainqueur de la Coupe des vainqueurs de coupe (1) : 2006

compétitions nationales
- vainqueur du Championnat de Russie (14) 2004, 2005, 2006, 2007, 2008, 2009, 2010, 2011, 2012, 2013, 2014, 2015, 2016 et 2017
- vainqueur de la Coupe de Russie (10) : 2006, 2007, 2008, 2009, 2010, 2011, 2012, 2013, 2015, 2016

### Équipe nationale
Jeux olympiques
- 6e place aux Jeux olympiques de Pékin en 2008

Championnat du monde
- 19e place au Championnat du monde 2015
- 12e place au Championnat du monde 2017
- 14e place au Championnat du monde 2019

Championnat d'Europe
- 12e place au Championnat d'Europe 2010
- 15e place au Championnat d'Europe 2012
- 9e place au Championnat d'Europe 2014
- 9e place au Championnat d'Europe 2016
- 22e place au Championnat d'Europe 2020

Autres
- médaille d'or au Championnat du monde junior en 2001
- médaille d'or au Championnat d'Europe junior en 2001